# Église Saint-Jacques de Nyer
Pour les articles homonymes, voir église Saint-Jacques.
L'église Saint-Jacques de Nyer est une église romane située à Nyer, dans le département français des Pyrénées-Orientales. Le monument est inscrit depuis 1965 comme monument historique.

## Architecture
L'édifice, construit aux onzième et douzième siècles, comporte une nef unique et une abside demi-circulaire.

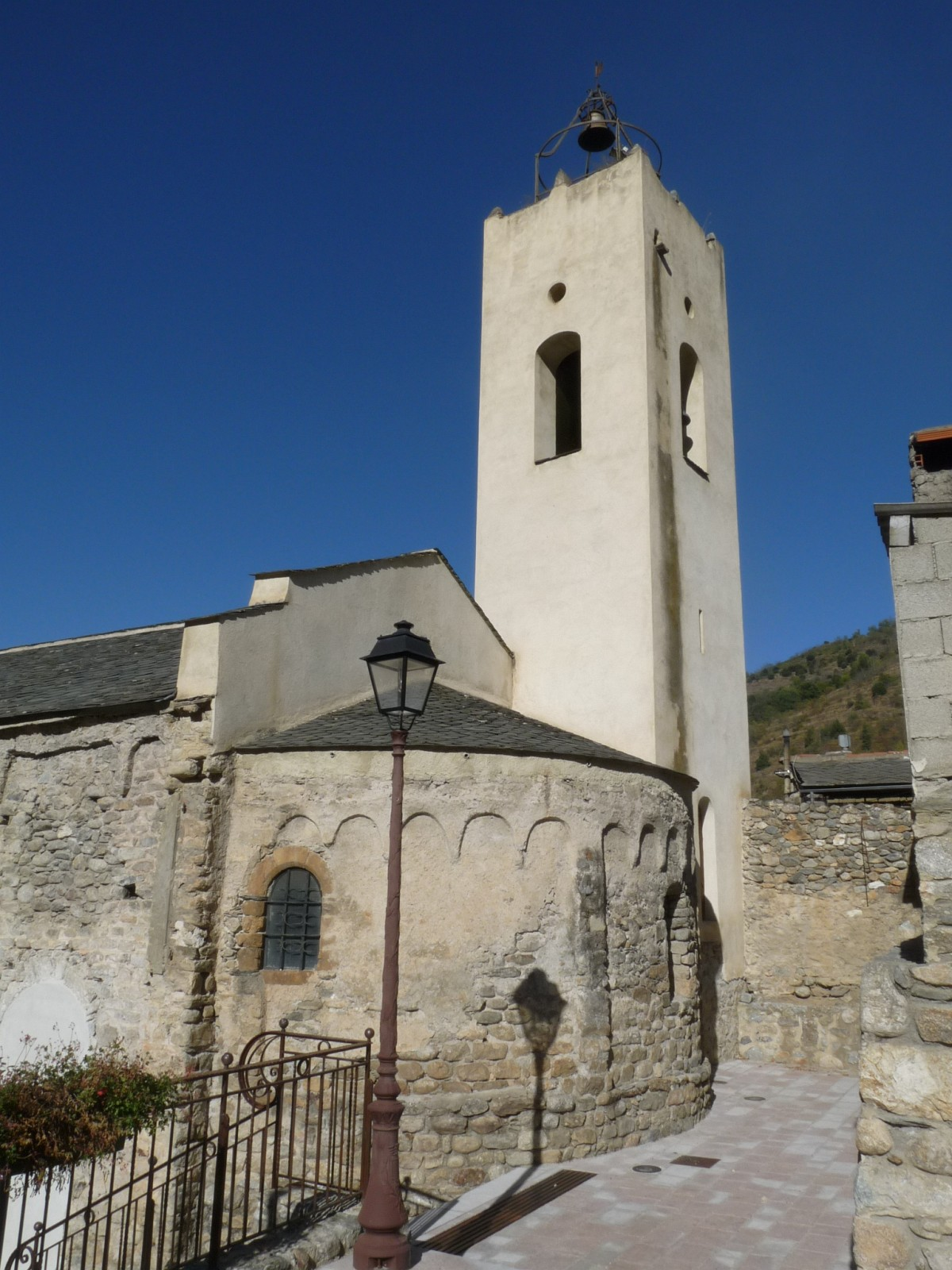
L'abside et le clocher
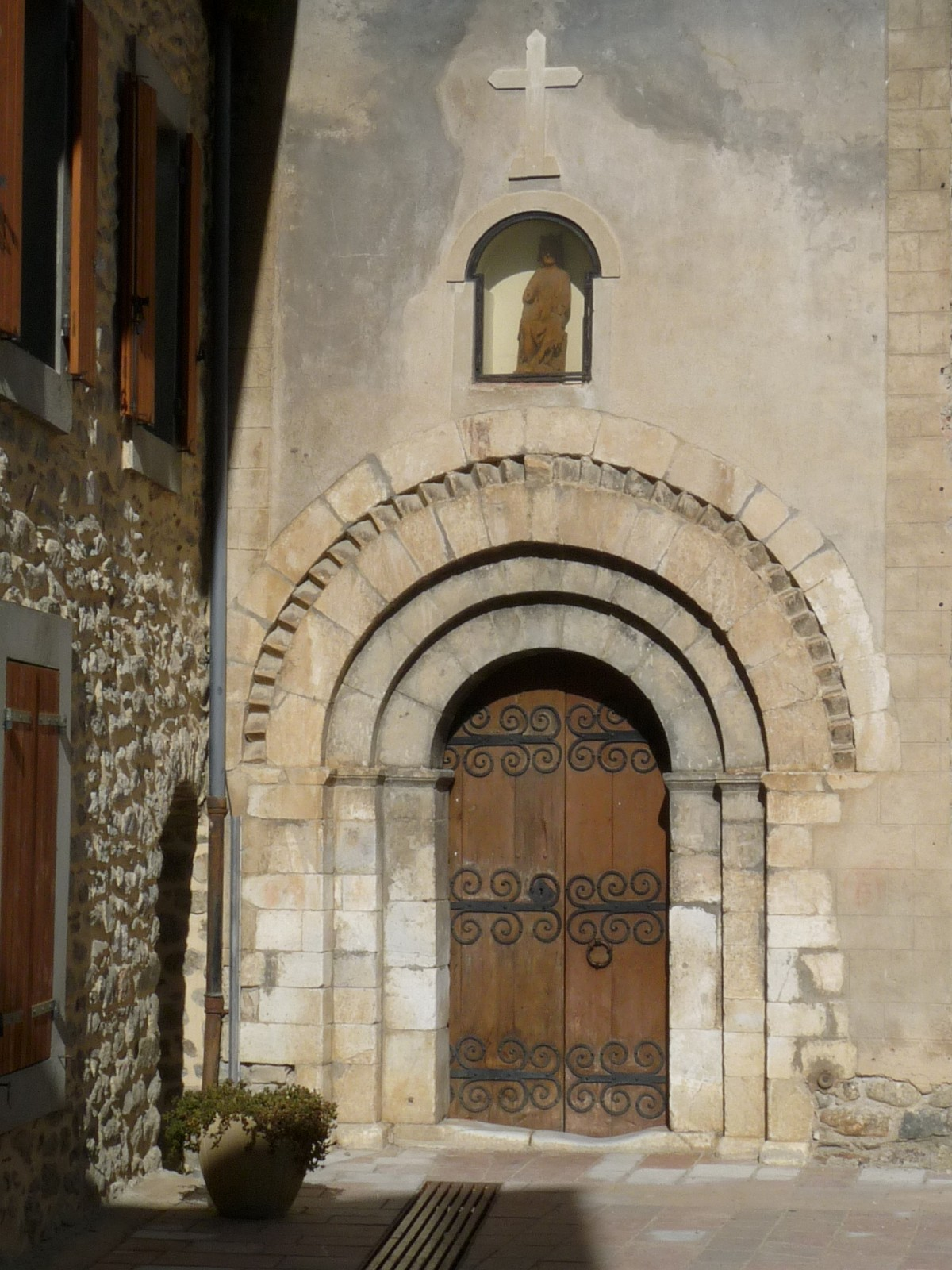
L'entrée